# Уеб съхранение
Уеб съхранение и DOM съхранение (от английски Document Object Model – „Документен Обектен Модел“) са уеб приложения- софтуерни методи и протоколи, използвани за съхранение на данни в уеб браузър. Уеб хранилището поддържа постоянни хранилища за данни, подобни на „бисквитки“, но със значително разширен капацитет и без информация, съхранявана в заглавието на http-заявка. Има два основни вида уеб хранилище: локално и сесийно, които се държат подобно съответно на постоянните и сесийните „бисквитки“.
Уеб хранилището е стандартизирано от консорциума World wide web (W3С). Първоначално той е бил част от HTML5 спецификацията, но сега е в отделна спецификация. Поддържа се от Internet Explorer 8, Mozilla – базирани браузъри (Firefox 2+, официално от 3.5), Сафари 4, Гугъл хроум 4 (сесийното съхранение е от 5), и Opera 10. От 14 март 2011 Opera и Internet Explorer 9 също поддържат този вид съхранение. 

## Характеристики
Уеб съхранението може да бъде разгледано като подобрение на „бисквитките“. Въпреки това, то се различава от тях в няколко ключови момента.

### Големина на хранилището
Уеб хранилище осигурява много по-голям капацитет (5 Mb на източник в Гугъл хроум, Mozilla Firefox, и Opera; 10 MB на складово място в Internet Explorer; 25МБ на източник в BlackBerry 10 – базирани устройства), в сравнение с 4 kb (около 1000 пъти по-малко пространство) при „бисквитките“.

### Потребителски интерфейс
За разлика от „бисквитките“, които могат да бъдат достигнати както през сървъра, така и от клиентска страна, уеб съхранението попада строго в рамките на компетентността на клиентските скриптове.
Данните от уеб хранилището не се изпращат автоматично на сървъра при всяка HTTP заявка и сървъра не може директно да връща към уеб хранилището. Въпреки това, който и да е от тези ефекти може да бъде постигнат с определени клиентски скриптове, позволявайки фина настройка на желаните взаимодействия със сървъра.

### Локално и сесийно съхранение
Уеб съхранението предлага две различни хранилища – локално и сесийно, които се различават по обхват и дълготрайност. Данни, поставени в локалното хранилище са комбинирани по източник (комбинация от протокол, име на хост и порт номер, както е определено в принципа на еднаквия източник)(данните са на разположение на всички скриптове, зареждани от страници със същия източник, който преди е съдържал данните) и се запазват след като брауъра е затворен. В сесийното хранилище се комбинира per-origin-per-window и дълготрайността му е огрничена до затварянето на прозореца. Сесийното съхранение има за цел да позволява на различни инстанции от едно и също уеб приложение да работят в отделни прозорци без да взаимодействат помежду си (действие, което не е добре поддържано от „бисквитките“).

### Интерфейс и модел на данните
Уеб съхранението предлага по-добър програмен интерфейс от „бисквитките“, защото излага асоциативен масив модел от данни , където и ключовете и стойностите са низове. Допълнителен Приложно-програмен интерфейс за достъп до структурирани данни се разглежда от работната група за уеб приложения на W3C.

## Употреба
Браузърите, които поддържат уеб съхранението, имат глобални променливи sessionStorage и localstorage с , декларирани на нивото на прозореца. Представеният JavaScript код може да бъде използван от тези браузъри да предизвика действието уеб съхранение: 

### sessionStorage
```
// Запазва стойност в браузъра за продължителността на сесията

sessionStorage
.
setitem
(
'key'
,
'value'
);

// Връща стойност (изтрива се след затварянето на браузъра и повторно му отваряне)

alert
(
sessionStorage
.
getitem
(
'key'
));

```

### localstorage
```
// Запазва стойност в браузъра извън продължителността на сесията

localstorage
.
setitem
(
'key'
,
 
'value'
);

// Връща стойност (остава дори след затварянето на браузъра и повторното му отваряне)

alert
(
localStorage
.
getItem
(
'key'
));

```

### Достъп до данни от настоящо преглеждания домейн
Следващият код може да бъде използван за извличне на всички стойности, съхранявани в локалното хранилище за понастоящем преглеждания домейн (домейна на уеб страницата, която бива разглеждана).

Този JavaScript код може да бъде изпълен с помощта на инструменти за разработка, достъпни в повечето модерни браузъри като Инструменти за разработка на IE, Инструменти за разработка на Chrome, Firebug разширенито в браузъра Firefox или Opera Dragonfly:
```
var
 
output
 
=
 
"LOCALSTORAGE DATA:\n------------------------------------\n"
;

if
 
(
localStorage
)
 
{

 
if
 
(
localStorage
.
length
)
 
{

 
for
 
(
var
 
i
 
=
 
0
;
 
i
 
<
 
localStorage
.
length
;
 
i
++
)
 
{

 
output
 
+=
 
localStorage
.
key
(
i
)
 
+
 
': '
 
+
 
localStorage
.
getItem
(
localStorage
.
key
(
i
))
 
+
 
'\n'
;

 
}

 
}
 
else
 
{

 
output
 
+=
 
'There is no data stored for this domain.'
;

 
}

}
 
else
 
{

 
output
 
+=
 
'Your browser does not support local storage.'

}

console
.
log
(
output
);

```

### Типове данни
Само низове могат да бъдат съхранявани от API Хранилището. В повечето браузъри опитът да се съхранява различн тип данни ще доведе до автоматичното им конвертиране в низове. Превръщането в JSON (JavaScript Object Notation), обаче, дава възможност за ефективно съхранение на JavaScript обеки.
```
// Запазва обект вместо низ

localStorage
.
setItem
(
'key'
,
 
{
name
:
 
'value'
});

alert
(
typeof
 
localStorage
.
getItem
(
'key'
));
 
// низ

// Запазва цяла число вместо низ

localStorage
.
setItem
(
'key'
,
 
1
);

alert
(
typeof
 
localStorage
.
getItem
(
'key'
));
 
// низ

// Запазва обект, използвайки JSON

localStorage
.
setItem
(
'key'
,
 
JSON
.
stringify
({
name
:
 
'value'
}));

alert
(
JSON
.
parse
(
localStorage
.
getItem
(
'key'
)).
name
);
 
// стойност

```

## Терминология
Проектът на W3C е наречен „уеб хранилище“, но „ДОМ хранилище“ е също често използвано име.
Символите „ДОМ“ в ДОМ хранилището не се отнасят буквално към Документия обектен модел. Според W3C, „терминът ДОМ се използва за обозначаване на набор от API, достъпни за скриптове в Интернет приложения, и не предполага задължителното наличие на реални обекти на документи“.

## Управление на Уеб хранилище
Съхранението на обекти от уеб хранилището е включно по подразбиране в Mozilla Firefox и SeaMonkey, но може да бъде изключена при настройката на „about:config“ параметъра „dom.storage.enabled“ на грешно.
Mozilla Firefox съхранява всички обекти от уеб хранилището в един-единствен файл, наречен webappsstore.sqlite. Командата sqlite3 може да бъде използвана да покаже елементите съхранявани в нея.
Има достъпни разширения за уеб браузърите Google Chrome и Mozilla Firefox, които позволяват на потребителя да се оправя с уеб съхранението, като „Click&Clean“ и „BetterPrivacy“, които могат да бъдат конфигурирани да премахват всичко запазено в уеб хранилището редовно.